# John Taverner
John Taverner (Tattershall, 1490 – Boston, 18 ottobre 1545) è stato un compositore e organista inglese, considerato il più importante compositore inglese della sua epoca.

## Biografia
Taverner fu il primo organista e maestro del coro della Christ Church di Oxford, nominato dal cardinale Thomas Wolsey nel 1526. Il college era stato fondato nel 1525 dallo stesso cardinale tanto da essere indicato all'epoca come il Cardinal College. Prima di questo incarico, Taverner era stato impiegato presso la Collegiata di Tattershall nel Lincolnshire. Nel 1528 venne accusato di essere un luterano ma venne perdonato perché considerato soltanto un musicista. Wolsey cadde in disgrazia nel 1529, e un anno dopo Taverner abbandonò l'incarico.
Per un certo periodo egli non ebbe alcun incarico, ne alcuna delle sue opere note risulta composta in questo periodo. Questo lascia intendere che avesse cessato di comporre musica. Si dice che dopo aver lasciato Oxford Taverner fosse diventato un agente di Thomas Cromwell nella verifica della dissolutezza dei monasteri, anche se questa diceria non è assolutamente verificabile. È noto che risiedette a Boston nel Lincolshire dove era un piccolo proprietario terriero. Venne nominato alderman a Boston qualche mese prima di morire nel 1545. Egli è tumulato sotto la torre campanaria della Chiesa Parrocchiale di Boston.

## Opere
La maggior parte delle opere di Taverner è costituita da musica vocale e consiste in messe, Magnificat, mottetti e altre composizioni di musica sacra. La maggior parte di queste opere è datata dal 1520 ed il suo mottetto più noto è Dum Transisset Sabbatum.
La sua messa più nota è basata sulla canzone popolare The Western Wynde. Successivamente anche i compositori John Sheppard e Christopher Tye scrissero musiche basate su questo motivo. La messa Western Wynde di Taverner appare inusuale per il tempo in quanto il tema principale appare in ognuna delle quattro parti in cui è suddivisa la messa. Normalmente le sue messe erano composte in modo che ognuna delle quattro parti (Gloria, Credo, Santus-Benedictus e Agnus) avevano circa la stessa lunghezza raggiungendo questo scopo inserendo la stessa quantità di materiale tematico in ognuno dei movimenti. Per esempio, nella messa Western Wynde il tema è ripetuto nove volte in ogni sezione. Poiché le sezioni hanno testi di lunghezza diversa, egli inseriva un maggior numero di melismi nelle sezioni con un minor numero di parole.
Molte altre delle sue messe usano ampiamente la tecnica del cantus firmus, dove una melodia in canto piano, con note di lungo valore, è inserita in una parte interiore, spesso nel tenor. Esempi di sue messe composte con cantus firmus sono Corona Spinea e Gloria tibi Trinitas. Un'altra tecnica di composizione si trova nella sua messa Mater Christi, che è basta sul suo mottetto portante lo stesso nome ed è conosciuta come messa derivata o messa parodia.
La messa Gloria tibi Trinitas trae origine dallo stile strumentale del pezzo In nomine. Nonostante la messa sia in sei parti, alcune parti virtuosistiche sono scritte per un numero inferiore di parti probabilmente solistiche. Questa tecnica venne impiegata da Taverner in diverse delle sue messe. La sezione del Benedictus in cui ci sono le parole "in nomine..." è in quattro parti con il canto piano alla voce più alta. Questa sezione della messa è diventata popolare eseguita da un gruppo di viole. Successivamente molti compositori hanno scritto dei pezzi in questo stile tanto che essi hanno acquisito la dizione In nomine.
La vita di Taverner divenne il soggetto di un'opera del compositore Peter Maxwell Davies.

## Le sue opere

### Messe
1. Missa Gloria tibi Trinitas (6 voci)
2. Missa Corona Spinea (6 voci)
3. Missa O Michael (6 voci)
4. Missa Sancti Wilhelmi (5 voci)
5. Missa Mater Christi (5 voci)
6. The Mean Mass (5 voci)
7. The Plainsong Mass (4 voci)
8. The Western Wynde Mass (4 voci)

### Frammenti di messa
1. Christeleison (3 voci)
2. Kyrie Le Roy (4 voci)

### Antifone
1. Ave Dei Patris filia (5 voci)
2. Gaude plurimum (5 voci)
3. O splendor gloriae (5 voci)

### Musiche liturgiche
1. Alleluya. Veni electa (4 voci)
2. Alleluya (4 voci)
3. Te Deum (5 voci)

### Mottetti
1. Audivi vocem de caelo (4 voci)
2. Ave Maria (5 voci)
3. Dum transisset sabbatum (I) (5 voci anche a 4 voci)
4. Dum transisset sabbatum (II) (5 voci)
5. Ecce carissimi
6. Ex ejus tumba - Sospitati dedit aegro
7. Fac nobis secundum hoc nomen (5 voci)
8. Fecundata sine viro (3 voci)
9. Hodie nobis caelorum rex
10. In pace in idipsum (4 voci)
11. Jesu spes poenitentibus (3 voci)
12. Magnificat (4 voci)
13. Magnificat (5 voci)
14. Magnificat (6 voci)
15. Mater Christi (5 voci)
16. O Christe Jesu pastor bone (5 voci)
17. Prudens virgo (3 voci)
18. Sancte deus (5 voci)
19. Sub tuum presidium (5 voci)
20. Tam peccatum (3 voci)
21. Traditur militibus (3 voci)
22. Virgo pura (3 voci)

### Opere profane
1. In trouble and adversity
2. In women (2 voci)
3. Quemadmodum (6 voci)